# Ouk Rabun
Ouk Rabun là chính khách Campuchia, hiện là Bộ trưởng Bộ Phát triển Nông thôn, trước đây từng là Bộ trưởng Bộ Nông nghiệp, Lâm nghiệp và Thủy sản. Ông là đảng viên Đảng Nhân dân Campuchia.